# 11:11 (album de Rodrigo y Gabriela)
Pour les articles homonymes, voir 11:11.
Albums de Rodrigo y Gabriela
Live in Japan
(2008) Area 52
(2012)
11:11 est le troisième album du duo de guitaristes Rodrigo y Gabriela. Entièrement composé de morceaux inédits, il est sorti sous le label indépendant Rubyworks entre le 2 et le 8 septembre 2009 aux quatre coins de la planète. Ont été invités sur cet album Strunz & Farah pour la chanson Master Maqui et Alex Skolnick pour Atman. Chaque chanson est un hommage à un artiste musical ayant inspiré le duo.

## Liste des titres
| No  | Titre         | Hommage à       | Durée |
| --- | ------------- | --------------- | ----- |
| 1.  | Hanuman       | Carlos Santana  | 03:43 |
| 2.  | Buster Voodoo | Jimi Hendrix    | 04:24 |
| 3.  | Triveni       | Le Trio Joubran | 03:55 |
| 4.  | Logos         | Al Di Meola     | 02:50 |
| 5.  | Santo Domingo | Michel Camilo   | 04:02 |
| 6.  | Master Maqui  | Paco de Lucía   | 05:05 |
| 7.  | Savitri       | Shakti          | 03:46 |
| 8.  | Hora Zero     | Astor Piazzolla | 05:24 |
| 9.  | Chac Mool     | Jorge Reyes     | 01:51 |
| 10. | Atman         | Dimebag Darrell | 05:50 |
| 11. | 11:11         | Pink Floyd      | 04:49 |